# Niederflosbach
Niederflosbach ist eine Ortschaft in der Gemeinde Wipperfürth im Oberbergischen Kreis im Regierungsbezirk Köln in Nordrhein-Westfalen (Deutschland).

## Lage und Beschreibung
Niederflosbach liegt südwestlich von Wipperfürth im Flosbachtal an der Kreisstraße K18 von Grunewald zur Jörgensmühle. Nachbarorte sind Thier, Baumhof und Raffelsiefen.
Der Ort gehört zum Gemeindewahlbezirk 150 und damit zum Ortsteil Thier.

## Geschichte
1443 wird der Ort erstmals unter der Bezeichnung „Vloesbeke“ in einer Einkunfts- und Rechteliste des Kölner Apostelstiftes genannt. Die Karte Topographia Ducatus Montani aus dem Jahre 1715 zeigt drei Höfe und bezeichnet diese mit „n. Flosbach“. Die Topographische Aufnahme der Rheinlande von 1825 zeigt auf umgrenztem Hofraum sieben getrennt voneinander liegende Grundrisse und bezeichnet sie mit „U. Flosbach“.
Aus dem Jahr 1897 stammt ein im Ortsbereich stehendes Wegekreuz aus Sandstein, das heute als Baudenkmal geschützt ist.

## Busverbindungen
Über die in 700 m Entfernung gelegene Haltestelle der Linie 426 (VRS/OVAG) in Thier ist Oberflosbach an den öffentlichen Personennahverkehr angebunden.

## Wanderwege
Die vom SGV ausgeschilderten Rundwanderwege A1 und A2 sowie der Wipperfürther Rundweg führen durch den Ort.

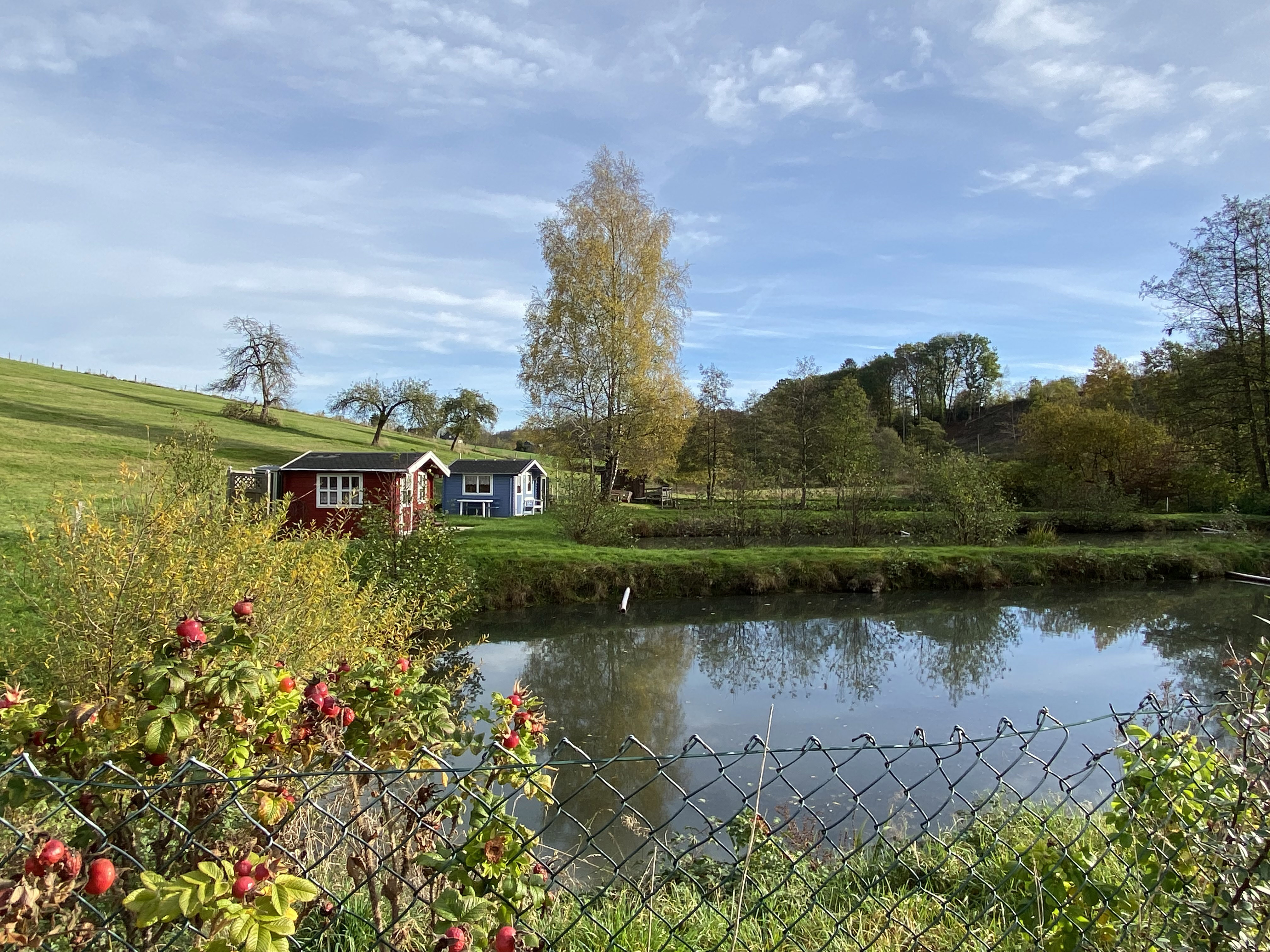
Teiche am Flosbach
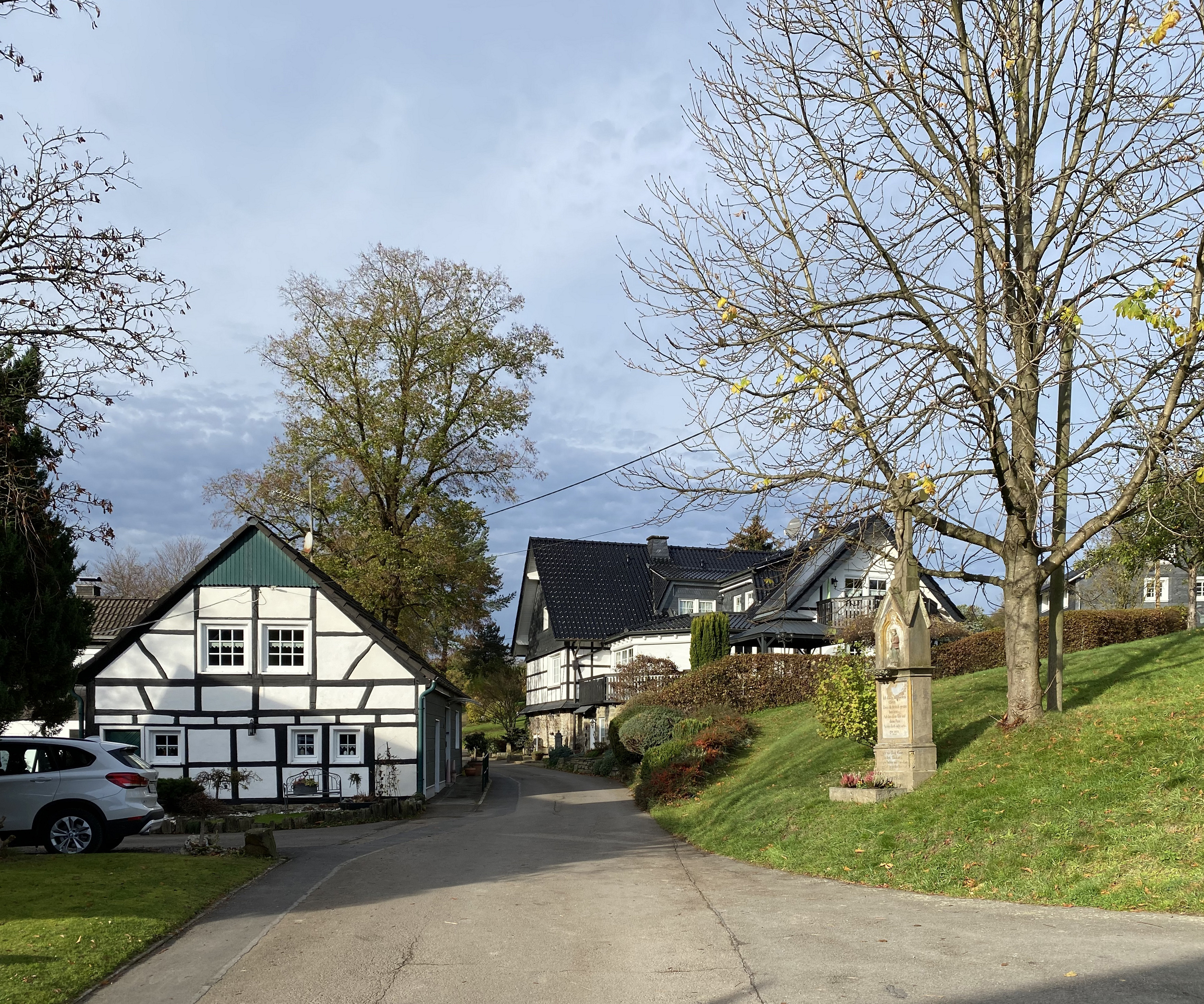
Ortsmitte mit Wegekreuz
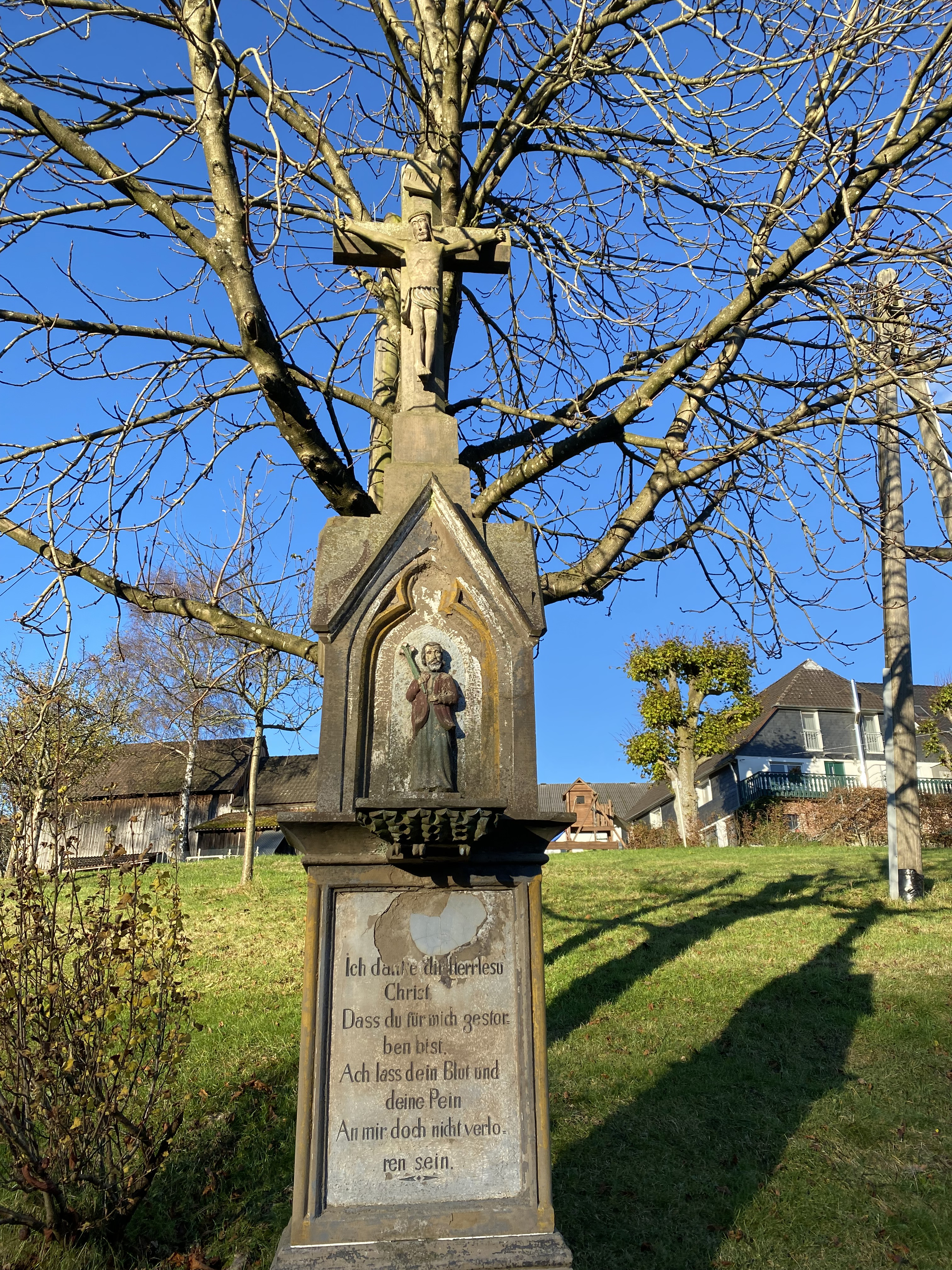
Baudenkmal Wegekreuz (1897)
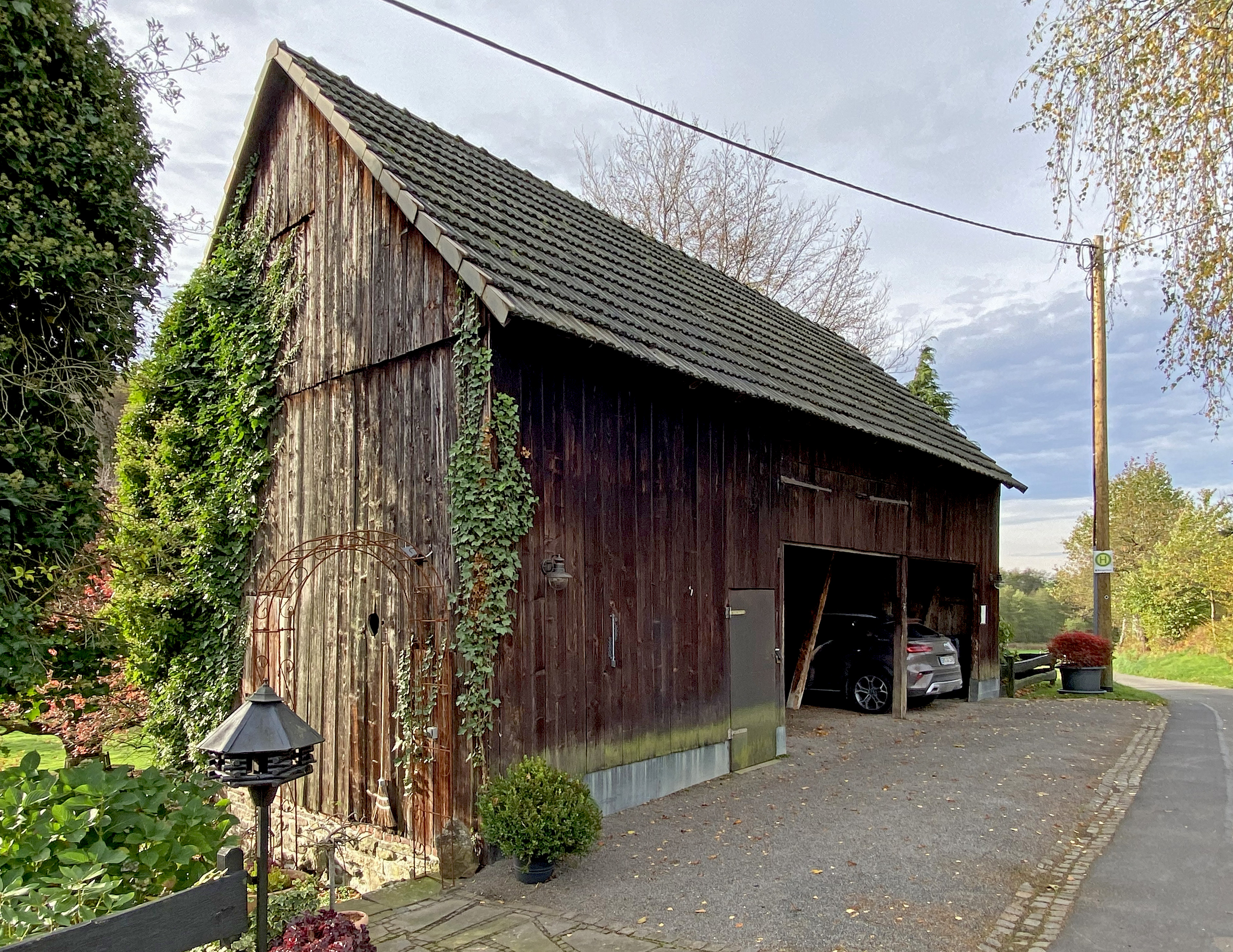
Holz-Scheune